# بمل
بِمُل (به فرانسوی: bémol)  یکی از علامت‌های تغییردهنده در موسیقی است.
بمل مثلِ دیگر علائمِ تغییر‌دهنده این امکان را می‌دهد که صدایِ نت را تغییر دهیم بدونِ اینکه نامِ نت تغییر کند. (منظور از نامِ نت، جایِ نت روی خطوط حامل است) در نتیجه, تغییری که با علامتِ بمل ایجاد می‌شود یک تغییرِ کروماتیک (هم‌نام) است. به بیانِ دیگر با استفاده از علامتِ بمل صدای نت را نیم پردۀ کروماتیک پایین می‌آوریم. این علامت صدای نُت را نیم‌پرده پایین می‌آورد. به‌عبارت‌دیگر، صدای نُت را نیم‌پرده بم می‌کند.  
بِمُل در تقابل با دیِز است. یعنی با علامتِ دیز (#) صدای نت را نیم‌پردۀ کروماتیک بالا می‌بریم. 

## دوبل بمل
دوبل بمل (bb)، از مجموعه علامتهای تغییر دهنده در موسیقی است که صدای نت را یک پرده کروماتیک بم‌تر می‌کند.

## گام‌های بمل‌دار
اگر عمل پایین‌آوردن نت چهارم با نیم‌پرده (بمل کردنِ سی) را تا پیداشدن هفت بمل ادامه دهیم، گام‌های بمل‌دار: فا، سی بمل، لا بمل، رِ بمل، سُل بمل، دو بمل بزرگ، و به‌ترتیب بمل‌ها سی، می، لا، رِ، سُل، دو، فا، پیدا می‌شوند.
در گام دو ماژور، فاصلهٔ میان نت‌های «دو» تا «رِ بمل»، یعنی از C تا ♭D را دوم کوچک می‌گویند که معادل نیم‌پرده است.
در برابر دیِز و بمل، سُری و کُرُن نیز برای یک‌چهارم پرده‌ها در موسیقی است که بیشتر برای نت‌نویسی سازهای زهی استفاده می‌شود.